# Gisenyi (vattendrag i Burundi, Rutana, lat -3,77, long 30,13)
Gisenyi är ett vattendrag i Burundi.   Det ligger i provinsen Rutana, i den centrala delen av landet, 100 kilometer sydost om huvudstaden Bujumbura.
Omgivningarna runt Gisenyi är huvudsakligen savann. Runt Gisenyi är det ganska tätbefolkat, med 185 invånare per kvadratkilometer.